# Sky Office Tower
Sky Office Tower — діловий висотний будинок у столиці Хорватії Загребі. Знаходиться на західному в'їзді в місто, біля перехрестя Загребського шляху та Загребського проспекту, у міській місцевості Рудеш, що в міському районі Трешнєвка-Північ.

## Загальні відомості

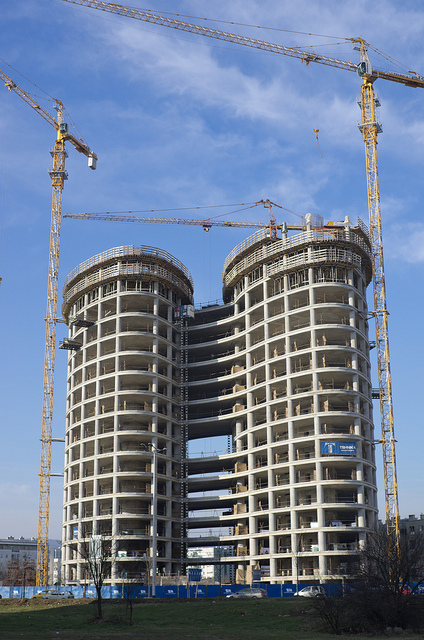
Хмарочос у процесі будівництва

Будівельні роботи розпочалися 21 серпня 2007 року і були завершені 2012 року. Витрати на будівництво становили 76 млн євро.
Попри те, що будівля задумувалася на 29 поверхів і 108 метрів заввишки, через несприятливу економічну ситуацію її збудували як подвійну вежу на 22 поверхи, дві частини якої з'єднані між 2 і 15 поверхами. Висота будівлі 81 метр, а загальна корисна площа становить 71 897 квадратних метрів. Передбачено 706 паркувальних місць, із яких 659 у підземних гаражах, що розкинулися на кількох підземних поверхах, і 47 — зовнішніх.
На додачу до вищепереліченого, важливо відзначити, що цей об'єкт є першим у своєму роді в Хорватії, який концепцією поверхневого опалення та охолодження, вентиляції та контролю вологості стає в один ряд із такими об'єктами в Європі та світі, що збудовані відповідно до найсуворіших теплових норм і забезпечують користувачам найбільший тепловий комфорт, заощаджують енергію та бережуть довкілля.